# Strażnica Zachodnia (kwartalnik)
Strażnica Zachodnia (kwartalnik) – organ prasowy Związku Obrony Kresów Zachodnich, wydawany  w latach 1922-1933.
Początkowo miesięcznik, od 1923 składany po kilka zeszytów, od 1926 oficjalnie przekształcony w kwartalnik. 
Pismo poruszało tematykę stosunków polsko-niemieckich,ich historię i bieżące wydarzenia, miało charakter specjalistyczny,  było przeznaczone raczej dla wąskiego grona naukowców i działaczy.
Nakład, podobnie jak "Strażnicy Zachodniej" (dwutygodnika) wynosił 1000 egz.
Na łamach "Strażnicy" pisali m.in. J. Borowik, M. Chmielewski, B. Chrzanowski, K. Górski, M. Hasiński, J. Karwowski, T. Katelbach, M. Korowicz, S. Kutrzeba, R. Lutman, M. Nadobnik, R. Pollak, L. Ręgorowicz, B. Srocki, S. Srokowski, H. Strasburger, T. Tyc, W. Winid, A. Wojtkowski. 
Z końcem 1933. wydawanie kwartalnika zostało wstrzymane, oficjalnie z powodu zbyt małej liczby abonentów. Jednak fakt ten był wynikiem nacisku odgórnego ówczesnych czynników rządowych zmierzających do maksymalnego wyciszenia antyrewizjonistycznej i antyniemieckiej propagandy w okresie polsko-niemieckiego zbliżenia politycznego. Było to możliwe do przeprowadzenia, gdyż ZOKZ był uzależniony finansowo od czynników rządowych.
Wydawanie czasopisma wznowiono w lipcu 1937 roku, już jako kwartalnika Polskiego Związku Zachodniego.